# Stormlord
Stormlord je simfonijski black/power metal sastav (sama je skupina izjavila da svira "ekstremni epski metal") osnovan 1991. godine u Rimu u Italiji. Do danas je objavio šest studijskih albuma. 

## Povijest
Skupina je osnovana 1991. i u početku je svirala samo obrade, a prvi je demouradak snimila iduće godine. Nakon objave te demosnimke sastavu se kao drugi gitarist pridružio Andrea Cacciotti. Godine 1993. snimljen je demouradak Black Knight. Iduće je godine gitarist Claudio Di Carlo napustio Stormlord, a zamijenio ga je Dario Maurizi. Potom je grupu napustio bubnjar Riccardo Montanari, a Gabriel Valerio zauzeo je njegovo mjesto.
Godine 1995. Dario Maurizi i Gabriel Valerio također su izišli iz skupine; njezin novi bubnjar postao je Marcello Baragona, a bivši bubnjar Riccardo Montanari nakratko je svirao gitaru kao studijski glazbenik. Sastavu se pridružio i klavijaturist Fabrizio Cariani. Koncem godine Andrea Cacciotti izišao je iz sastava.
U lipnju 1996. snimljen je EP Under the Sign of the Sword, a na njemu su prisutni zborski i ženski vokali. Na njemu se skupina prestala baviti death metalom i posvetila se black metalu. Studijski glazbenik Fabban iz sastava Funeral Oration svirao je bas-gitaru na singlu "Where My Spirit Forever Shall Be". Gitaristi skupine postali su Dux Tenebrarum i Pierangelo Giglioni.
Stormlord je 1997. godine otišao na kraću turneju diljem Italije, a na talijanskom festivalu Gods of Metal nastupio je sa skupinama kao što su Overkill, Death SS i Domine, nakon čega je Dux Tenebrarum napustio sastav. Stormlord je snimio promidžbenu snimku s jednim gitaristom i poslao ju nekolicini diskografskih kuća, a na koncu je potpisao ugovor s njemačkim izdavačem Last Episode. Studijski basist Fabban izišao je iz grupe kako bi se usredotočio na svoj glavni projekt Aborym, a njegovo mjesto zauzeo je Francesco Bucci.
Budući da je Last Episode smatrao da je promidžbeni CD dobre kvalitete, odlučio ga je objaviti kao singl "Where My Spirit Forever Shall Be". U to je vrijeme Stormlord otišao na europsku turneju kao predgrupa sastavima kao što su Atrocity i Sacred Steel. U siječnju 1999. godine počeo je snimati debitantski studijski album u studiju Temple of Noise, a dovršili su ga nakon gotovo četiri mjeseca. Album je objavljen u kolovozu te godine pod imenom Supreme Art of War; nakon toga skupina je otišla na europsku turneju s novim klavijaturistom Simoneom Scazzocchiom, tijekom koje je nastupio s Gravewormom, Mystic Circleom i Suidakrom. Godine 2000. grupa je snimila EP The Curse of Medusa, koji je objavio Scarlet Records. Također je održala nekoliko koncerata i pojavila se na nekolicini festivala u Italiji s Domineom i Vision Divineom. Godine 2001. Stormlord je snimio At the Gates of Utopia i održao koncerte s grupama Ancient i Thyrane.
Godine 2002. Gianpaolo Caprino pridružio se sastavu, a iste je godine na nekolicini koncerata nastupio s Arch Enemyjem, Soulflyem i Destructionom. Dana 28. lipnja nastupio je na A Summer Day in Hellu, jednom od najvećih festivala na otvorenom, a na njemu su nastupili i Blind Guardian, Annihilator, Type O Negative, Opeth, Virgin Steele i Lacuna Coil. U travnju 2004. objavljen je uradak The Gorgon Cult. Dana 6. lipnja te godine Stormlord je nastupio na festivalu Gods of Metal s Motörheadom, Sodomom, Aliceom Cooperom, Twisted Sisterom i Judas Priestom. U ožujku 2005. sastav je održao nekoliko koncerata s Necrodeathom.
S klavijaturistom Lucom Bellanovom, koji je zamijenio Simonea Scazzocchia, grupa je 2006. godine prvi put otišla u Sjevernu Ameriku, gdje je proslavila 15. godišnjicu postojanja. Održala je tri koncerta u Kanadi. U svibnju 2008. objavljen je četvrti studijski album sastava, Mare Nostrum.
Gitarist Perangelo Giglioni napustio je skupinu u ožujku 2010. a zamijenio ga je Andrea Angelini. Peti studijski album, Hesperiju, u rujnu 2013. je godine objavio Trollzorn Records. Šesti studijski album, Far, 24. je svibnja 2019. objavio Scarlet Records; producenti tog albuma su Giuseppe Orlando iz Novembrea i klavijaturist Riccardo Studer.

## Glazbeni stil i tekstovi
Zbog toga što se češće služi klavijaturama od ostalih black metal skupina, njegova glazba ima epski prizvuk nalik žanru power metala.
Velik broj njegovih pjesama bavi se epskim tematikama, među kojima su priče i likovi iz grčke mitologije (Zeus, Had, Perzefona, Prometej, Meduza, Titani) i pripovijesti o bitkama. Vokalist Cristiano Borchi služi se dvama vrstama vriskova: visokim, tipičnim za žanr black metala, i dubljim, tipičnim za death metal, kojim se često koristi tijekom refrena.

## Članovi sastava
| Sadašnji članovi - Cristiano Borchi – vokali (1991. – danas), bas-gitara (1991. – 1996.) - Francesco Bucci – prateći vokali, bas-gitara (1997. – danas) - David Folchitto – bubnjevi (1999. – danas) - Gianpaolo Caprino – prateći vokali, gitara, klavijature, efekti (2002. – danas) - Andrea Angelini – gitara (2010. – danas) - Riccardo Studer – klavijature (2011. – danas) | Bivši članovi - Riccardo Montanari – bubnjevi (1991. – 1994.) - Claudio Di Carlo – gitara (1991. – 1994.) - Andrea Cacciotti – gitara (1993. – 1995.) - Marcello Baragona – bubnjevi (1995. – 1999.) - Gabriel Valerio – bubnjevi (1995.) - Dario Maurizi – gitara (1995.) - Fabrizio Cariani – klavijature (1995. – 1999.) - Dux Tenebrarum – gitara (1997.) - Pierangelo Giglioni – zborski vokali, gitara (1997. – 2010.) - Raffaella Grifoni – vokali (1997.) - Simone Scazzocchio – klavijature (1999. – 2005.) - Luca Bellanova – klavijature (2005. – 2008.) | Bivši koncertni glazbenici - Maurizio Pariotti – klavijature (2008. – ?) - Giuseppe Orlando – bubnjevi (2017.) |

## Diskografija
Studijski albumi
- Supreme Art of War (1999.)
- At the Gates of Utopia (2001.)
- The Gorgon Cult (2004.)
- Mare Nostrum (2008.)
- Hesperia (2013.)
- Far (2019.)

## Vanjske poveznice

### Sestrinski projekti
|  | Zajednički poslužitelj ima još gradiva o temi Stormlord |

### Mrežna mjesta
- Službene stranice sastava  Arhivirana inačica izvorne stranice od 26. siječnja 2021. (Wayback Machine)